# جودي ألبرت
جودي ألبرت (بالإنجليزية: Jodi Albert)‏ هي مغنية وممثلة بريطانية، ولدت في 22 يوليو 1983 في Chingford ‏ في المملكة المتحدة.

## وصلات خارجية
- جودي ألبرت على موقع IMDb (الإنجليزية)
- جودي ألبرت على موقع ألو سيني (الفرنسية)
- جودي ألبرت على موقع ميوزك برينز (الإنجليزية)
- جودي ألبرت على موقع أول موفي (الإنجليزية)
- جودي ألبرت على موقع قاعدة بيانات الفيلم (الإنجليزية)
- جودي ألبرت على موقع كينوبويسك (الروسية)